# Engineering Research Associates

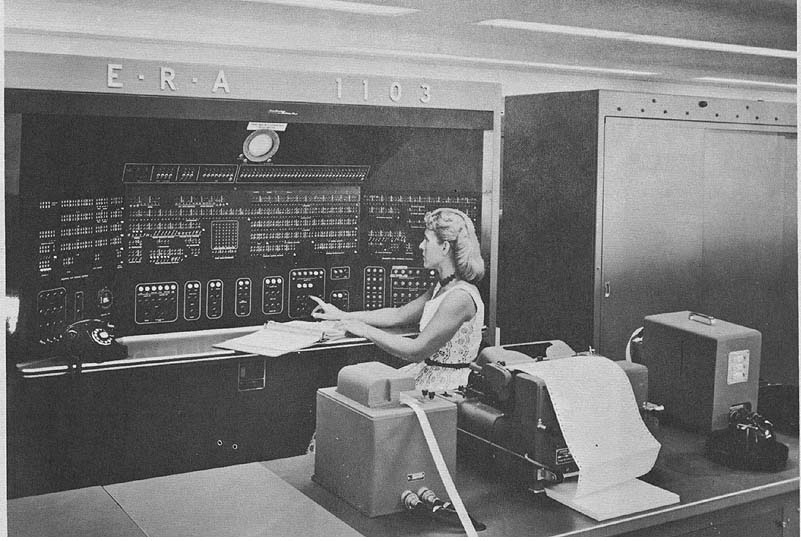
ERA 1103

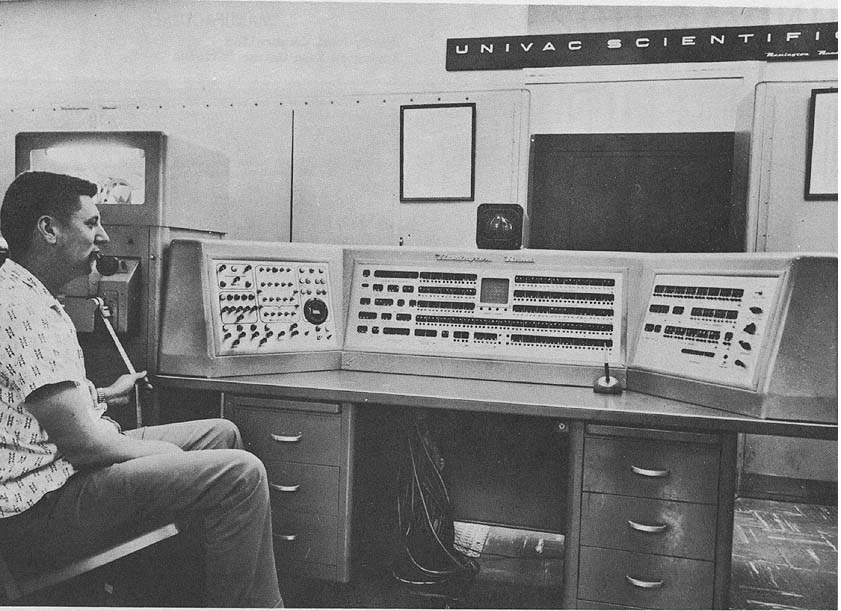
UNIVAC/ERA 1101

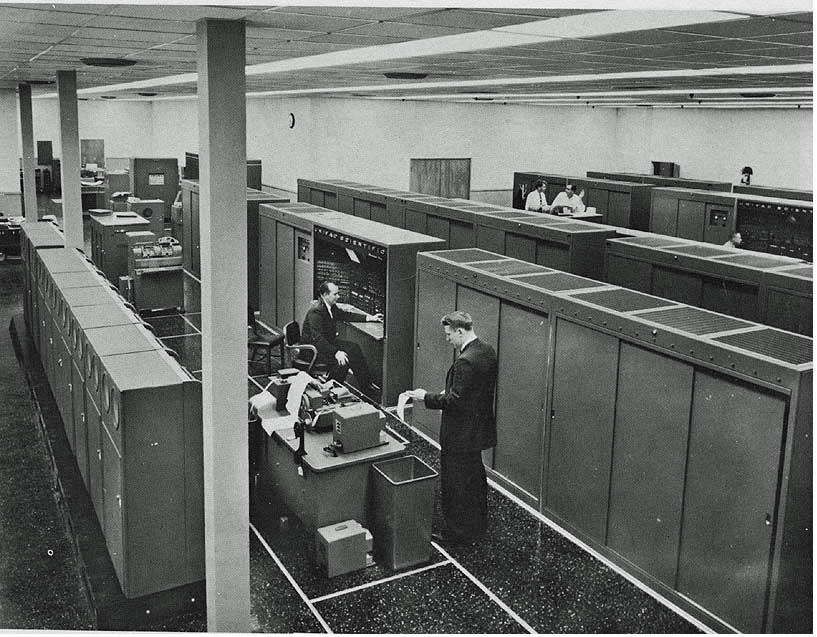
UNIVAC/ERA 1103

Engineering Research Associates (1946–1952), auch bekannt unter der Abkürzung ERA, war ein Pionier in der Herstellung von Großrechnern. Später wurde ERA bekannt für ihre Trommelspeichertechnik. 1955 wurde ERA durch Remington Rand aufgekauft und in die Geschäftseinheit UNIVAC eingegliedert. Viele der ehemaligen Mitarbeiter des Unternehmens verließen später Remington Rand, um die Control Data Corporation zu gründen.

## Entstehung
Das ERA-Team war ursprünglich eine Gruppe von Wissenschaftlern und Ingenieuren, welche während des Zweiten Weltkriegs für die amerikanische Kriegsmarine primär im Bereich der Kryptographie arbeiteten. Nach dem Krieg wurden die Budgets des Militärs gekürzt. Joseph Wenger, Leiter der Kryptogruppe Communications Supplementary Activity – Washington (CSAW), war besorgt, dass die einzelnen Mitarbeiter in zivile Firmen abwanderten, und die amerikanische Kriegsmarine somit ihr Wissen im Bereich der Kryptographie verliere.
Wenger und zwei weitere Mitarbeiter, William C. Norris und Howard Engstrom, begannen nach Investoren zu suchen, welche daran interessiert waren, eine neue Computerfirma zu unterstützen. Schließlich fanden sie den Investor in der Person von John Parker, einem Investmentbanker, der die Chase-Aircraft-Flugzeug-Fabrik von Northwest Aeronautical Corporation (NAC) in Saint Paul (Minnesota) leitete. Die NAC war nach Ende des Krieges gezwungen, ihre Fabriken zu schließen, da praktisch mit Ende des Krieges alle Aufträge eingestellt wurden. Parker wusste nichts über die Arbeit der ERA-Mitarbeiter und konnte auch nicht informiert werden, da die Arbeit der Geheimhaltung unterstand. Nachdem Parker von einigen hochrangigen Marine-Offizieren besucht wurde, hatte er das Gefühl, dass mehr dahinter sei und er als Investor einsteigen sollte. Das ERA-Team zog 1946 in die Fabrikhallen der NAC ein.

## Die ersten Jahre
Während der ersten Jahre nahm das Unternehmen jegliche Arbeit an, die es finden konnte. Dennoch lebte das Unternehmen nur von der Herstellung von Rechenmaschinen zum Dechiffrieren von verschlüsselten Texten. Die Maschinen wurden damals speziell für die Entschlüsselung einer bestimmten Verschlüsselungstechnik gebaut. Mit der Zeit wurden immer mehr Trommelspeicher verwendet, um die zu entschlüsselnden Nachrichten zwischenzuspeichern. Um die Geheimhaltung zu wahren, wurde das gesamte Fabrikgelände als Basis der amerikanischen Kriegsmarine eingestuft und wurde 24 Stunden am Tag durch das amerikanische Militär bewacht.

## Die Goldberg, Demon und ATLAS
Eine der ersten Maschinen, welche 1947 gebaut wurde, die Goldberg, verwendete eine selbst hergestellte Trommel, auf welche magnetische Folie aufgeklebt wurde und die sich mit etwa 50 Umdrehungen pro Minute drehte. Mit der Zeit entwickelte sich das Speichersystem zusammen mit den Lochstreifenlesern immer weiter.
Als Nächstes wurde die Demon gebaut, welche eine sowjetische Verschlüsselung knacken sollte. Als die Russen 1949 die Verschlüsselungstechnik änderten, war der Demon-Rechner wertlos.
Einer der Ingenieure, James Pendergrass, war überzeugt, dass die einzige Möglichkeit, eine solche Situation in Zukunft zu verhindern, darin bestand, Maschinen so zu entwickeln, dass sie umprogrammiert werden können. 
1947 bekam ERA den Auftrag von der amerikanischen Kriegsmarine, unter dem Codenamen Task 13 eine Maschine zu entwerfen, welche als eine der ersten überhaupt speicherprogrammiert werden konnte. Die Maschine wurde unter dem Namen ATLAS-I 1950 ausgeliefert.
Anschließend wollte ERA die Maschine auch kommerziell unter dem Namen ERA 1101 vertreiben, wobei die Zahl 1101 die binäre Repräsentation der Zahl 13 ist.
Noch bevor die ATLAS-Maschine ausgeliefert wurde, bestellte die amerikanische Kriegsmarine eine neue Maschine, die ATLAS-II, welche im Gegensatz zur ATLAS-I, welche noch Trommelspeicher verwendete, auf Williamsröhrentechnologie aufbauen sollte. Die Arbeit an ATLAS-II begann 1950 und die Maschine wurde 1953 an die NSA (damals offiziell noch nicht existierend) ausgeliefert.

## Übernahme durch Remington Rand
ERA versuchte die kommerziellen Varianten der Maschinen an weitere Kunden zu verkaufen, wurde aber schnell von politischen Problemen eingeholt. Washington, D.C. war der Ansicht, dass ein Interessenkonflikt bestehe, da das Unternehmen schließlich durch ehemalige Militärangehörige zum eigenen Profit gegründet worden sei. Der Streit endete schließlich vor Gericht und blutete das Unternehmen finanziell aus. 1952 wurde ERA durch Remington Rand aufgekauft.
Remington Rand verfügte nach dem Kauf der Eckert-Mauchly Computer Corporation bereits über eine Geschäftseinheit, welche Computer herstellte. Eine Zeit lang wurde die ERA als eigenständige Geschäftseinheit geführt.
ERA konzentrierte sich auf wissenschaftliche und militärische Computer, während Eckert-Mauchly sich auf zivile Computer (UNIVAC) konzentrierte.
Als aber 1955 Remington Rand mit der Sperry Corporation fusionierte, wurden die beiden Geschäftseinheiten zusammengelegt. Bis auf die Trommelspeichertechnologie fokussierte sich Sperry nun auf die Eckert-Mauchly-Computer. Ein Teil der ERA-Mitarbeiter war nicht gerade glücklich über diese Situation und verließ Sperry unter der Führung von Norris, um die Control Data Corporation zu gründen. Unter ihnen war auch ein junger Ingenieur namens Seymour Cray, welcher später Cray Research gründete.
Sperry erkannte die unglückliche Situation und entschloss sich, die restlichen ERA-Mitarbeiter in einer eigenständigen Geschäftseinheit, der Military Division, zusammenzufassen. In dieser Einheit konstruierten diese vor allem Computer, welche im militärischen Bereich eingesetzt wurden. Unter anderen entwarfen sie eines der ersten Command-and-Control-Systeme als auch Raketen- und Satellitensteuerungen sowie Feuerleitsysteme. Später wurde die Geschäftseinheit unter dem Namen Aerospace Division bekannt.

## Referenzen
- Erwin Tomash, Arnold A. Cohen: The Birth of an ERA. Engineering Research Associates, Inc. 1945-1955. In: Annals of the History of Computing. Band 1, Nr. 2, 1979.
- David Lundstrom: A Few Good Men from Univac. MIT Press, 1987, ISBN 0-262-62075-8.